# Wilhelms-Gymnasium Stuttgart
Das Wilhelms-Gymnasium (benannt nach König Wilhelm II.) ist ein staatliches Gymnasium im Stuttgarter Stadtteil Degerloch mit dem Einstieg in die 5. Klasse und dem Abitur nach 8 oder 9 Jahren (12 / 13. Klasse). Das Gymnasium befindet sich in einem Gebäude aus dem Jahre 1963 und liegt im Süden Stuttgarts.

## Geschichte
Die Tradition der Schule reicht bis 1796 zurück. Herzog Friedrich Eugen gründete eine „Real- und Bürgerschule“ als Gegenstück zum humanistischen Gymnasium. Großen Zulauf erhielt die Schule durch Kinder aufgeklärter Bürger. Aufgrund der ansteigenden Schülerzahlen wurde 100 Jahre später eine Trennung in die „Friedrich-Eugens-Realschule“ und die „Wilhelms-Realschule“ vollzogen, wobei der Vorläufer des heutigen Gymnasiums in die Hohenheimer Straße in Stuttgart-Mitte zog. Der Anteil der Unterrichtsstunden in naturwissenschaftlichen Fächern und in Mathematik wurde an der „Wilhelms-Realschule“ deutlich erhöht. Ab 1900 trug die Schule den Namen „Wilhelms-Oberrealschule“, und im Jahre 1903 wurde der Zugang für Schüler begrenzt. 1937 wurde die Schule in „Wilhelms-Oberschule für Jungen“ umbenannt. Nach dem Zweiten Weltkrieg litt die Schule – insbesondere ab 1948 und durch den Zulauf von Schülern aus den Vororten – unter unzureichenden räumlichen Verhältnissen.
In den 1960er Jahren entwarf eine Architektengruppe unter der Leitung von Prof. Volkart einen großzügigen Neubau. Dieser bestand aus drei Gebäuden, die sternförmig angeordnet wurden, und zwar zwei Gebäuden mit Klassenräumen und einem Turn- und Schwimmhallenbau. Im Jahre 1963 zogen Schüler und Lehrer des „Wilhelms-Gymnasiums“ in die neuen Gebäude an der Albstraße. Die Schülerzahl stieg von 600 auf etwa 650 Schüler.
1969 wurde ein sprachlicher Zug mit der Reihenfolge Englisch-Latein-Französisch, die an vielen Gymnasien für Jungen in der Bundesrepublik Deutschland üblich war, eingerichtet.

## Entwicklung seit 1973
Ab 1973 durften erstmals auch Mädchen die Schule besuchen. Ab dem Schuljahr 1998/99 wurden Schüler und Schülerinnen in einen achtjährigen Bildungsgang aufgenommen, der in der 12. Klasse mit dem Abitur schließt.
Eine Stärkung des sprachlichen Zweiges erfolgte 2002 mit Spanisch als dritter Fremdsprache im Pflichtbereich. Die Schwerpunkte der Schule liegen bei den neuen Sprachen und den Naturwissenschaften. Als erste Fremdsprache wird ab der 5. Klasse (Eingangsstufe des Gymnasiums) Englisch unterrichtet, ab dem 2. Halbjahr der 5. Klasse steht als zweite Fremdsprache Latein oder Französisch zur Wahl. Die Informationstechnische Grundbildung (ITG) beginnt bereits in Klasse 5. Ein Sozialpraktikum findet in Klasse 10 als Ergänzung zur Berufsorientierung statt.
Im naturwissenschaftlichen Zweig stehen ein Naturwissenschaftliches Praktikum(NwT) in den Klassen 8 bis 10 und verstärkter Unterricht in den Fächern Biologie, Chemie und Physik auf dem Plan. Im sprachlichen Zweig wird als dritte Fremdsprache Spanisch unterrichtet.
Im Jahre 2007 kam die Schule beim landesweiten Planspiel-Wettbewerb an Gymnasien in Baden-Württemberg zum Thema „Primaner managen eine AG“ auf den 2. Platz im Regional-Cup Zentralwürttemberg. Das Gymnasium wurde Bundessieger der Deutsch-Olympiade 2008/09.
Ab dem Schuljahr 2013/2014 ist das Wilhelms-Gymnasium eine der Schulen, die neben G8 auch G9 anbieten.
Nachdem sich der Bau einer neuen Schulmensa mehrfach verschoben hatte, ist die Eröffnung nun auf Sommer 2015 terminiert.

## Persönlichkeiten

### Bekannte Lehrer
- Fritz Huhn (1900–1990), Leichtathlet
- Hans Böhringer (1915–1987), Theologe, Musikwissenschaftler und Psychotherapeut
- Felix von Cube (1927–2020), Erziehungswissenschaftler und Sachbuchautor

### Bekannte Schüler
- Julius von Griesinger (1836–1899), Verwaltungsjurist (Abitur)
- Jakob Stoller (1873–1930), Studienrat, Landesgeologe und Bergrat
- Paul Eipper (1891–1964), Schriftsteller
- Karl Schlecht (1932–2024), Unternehmer (Abitur 1952)
- Walter Hehl (* 1944), Physiker und Sachbuchautor (Abitur 1963)
- Andres Veiel (* 1959), Filmregisseur (Abitur 1978)
- Steffen Seibert (* 1960), Journalist, ehem. Sprecher der deutschen Bundesregierung, Diplomat
- Frank Nopper (* 1961), Oberbürgermeister von Stuttgart
- Aram Lintzel (* 1968), Autor (Abitur 1988)
- Brio Taliaferro (* 1968), Musikproduzent (Abitur 1988)
- Tiemo Hauer (* 1990), Musiker (Abitur 2009)
- Julian Janssen (* 1993), Fernsehmoderator und Synchronsprecher (Abitur 2012)